# Huishui
Huishui léase Juéi-Shuéi (en chino:惠水县, pinyin: Huìshuǐ Xiàn)  es un condado bajo la administración directa de la prefectura autónoma de Qiannan en la provincia de Guizhou, República Popular China. 

## Administración
El condado de Huishui se divide en 10 pueblos que se administran 2 suddistritos y 8 poblados.

## Población
A partir de 2013, el condado autónomo tiene una población total de 400 000 habitantes. Hay 25 minorías étnicas incluyendo Buyi, Miao, Maonan, Hui, Zhuang, Yi y Man en el área, de las cuales la población minoritaria representa el 60% de la población total. Los grupos étnicos principales son Buyi y Miao. La población de Buyi es de aproximadamente 160 000 habitantes lo que representa el 37% de la población total del condado. La población Miao es de aproximadamente 98 000 habitantes lo que representa el 22.7% de la población total del condado.

## Geografía
El condado de Huishui está ubicado al oeste de la ciudad de Qiannan, en la ladera sur de la meseta de Suizhong, el terreno es alto en el norte y en el sur, la elevación más alta es de 1691 m, la elevación más baja es de 666 m y la elevación promedio es de 1100 m. Se encuentra en el lado sur de la montaña Miaoling. El condado se extiende  66 km de norte a sur y 41 km de oeste a este, cubriendo un área total de 2470 kilómetros cuadrados.
La llanura aluvial del río Minjiang cubre un área de 90 kilómetros cuadrados, la tierra es fértil y el terreno es vasto y verde, lleno de vitalidad. El condado está ubicado en el extremo sur de la Montaña Miaoling, está conectado a las Llanuras Centrales en el norte y al Valle Weinan en el sur. 

## Clima
Huishui tiene un clima monzónico subtropical, sin frío en invierno, sin calor en verano y un clima agradable en todas las estaciones. 
| Parámetros climáticos promedio de Huishui (1981−2010) | Parámetros climáticos promedio de Huishui (1981−2010) | Parámetros climáticos promedio de Huishui (1981−2010) | Parámetros climáticos promedio de Huishui (1981−2010) | Parámetros climáticos promedio de Huishui (1981−2010) | Parámetros climáticos promedio de Huishui (1981−2010) | Parámetros climáticos promedio de Huishui (1981−2010) | Parámetros climáticos promedio de Huishui (1981−2010) | Parámetros climáticos promedio de Huishui (1981−2010) | Parámetros climáticos promedio de Huishui (1981−2010) | Parámetros climáticos promedio de Huishui (1981−2010) | Parámetros climáticos promedio de Huishui (1981−2010) | Parámetros climáticos promedio de Huishui (1981−2010) | Parámetros climáticos promedio de Huishui (1981−2010) |
| Mes                                                   | Ene.                                                  | Feb.                                                  | Mar.                                                  | Abr.                                                  | May.                                                  | Jun.                                                  | Jul.                                                  | Ago.                                                  | Sep.                                                  | Oct.                                                  | Nov.                                                  | Dic.                                                  | Anual                                                 |
| ----------------------------------------------------- | ----------------------------------------------------- | ----------------------------------------------------- | ----------------------------------------------------- | ----------------------------------------------------- | ----------------------------------------------------- | ----------------------------------------------------- | ----------------------------------------------------- | ----------------------------------------------------- | ----------------------------------------------------- | ----------------------------------------------------- | ----------------------------------------------------- | ----------------------------------------------------- | ----------------------------------------------------- |
| Temp. máx. abs. (°C)                                  | 23.4                                                  | 29.9                                                  | 31.6                                                  | 33.7                                                  | 35.0                                                  | 34.2                                                  | 34.8                                                  | 35.3                                                  | 34.8                                                  | 31.3                                                  | 28.2                                                  | 27.0                                                  | '                                                     |
| Temp. máx. media (°C)                                 | 10.1                                                  | 12.7                                                  | 17.3                                                  | 22.3                                                  | 25.3                                                  | 27.1                                                  | 28.6                                                  | 28.9                                                  | 26.3                                                  | 21.4                                                  | 17.4                                                  | 12.6                                                  | 20.8                                                  |
| Temp. media (°C)                                      | 6.0                                                   | 8.1                                                   | 12.0                                                  | 16.9                                                  | 20.3                                                  | 22.6                                                  | 23.9                                                  | 23.5                                                  | 20.8                                                  | 16.8                                                  | 12.5                                                  | 7.9                                                   | 15.9                                                  |
| Temp. mín. media (°C)                                 | 3.4                                                   | 5.1                                                   | 8.4                                                   | 13.0                                                  | 16.5                                                  | 19.3                                                  | 20.7                                                  | 19.9                                                  | 17.1                                                  | 13.8                                                  | 9.3                                                   | 4.7                                                   | 12.6                                                  |
| Temp. mín. abs. (°C)                                  | -5.1                                                  | -3.5                                                  | -2.9                                                  | 3.0                                                   | 6.0                                                   | 11.5                                                  | 12.0                                                  | 13.8                                                  | 7.9                                                   | 2.6                                                   | -2.1                                                  | -6.9                                                  | '                                                     |
| Precipitación total (mm)                              | 19.4                                                  | 23.5                                                  | 38.0                                                  | 75.5                                                  | 185.5                                                 | 236.4                                                 | 220.8                                                 | 140.0                                                 | 96.6                                                  | 82.9                                                  | 43.0                                                  | 16.3                                                  | 1177.9                                                |
| Humedad relativa (%)                                  | 81                                                    | 79                                                    | 77                                                    | 77                                                    | 78                                                    | 82                                                    | 83                                                    | 82                                                    | 81                                                    | 82                                                    | 80                                                    | 78                                                    | 80                                                    |
| Fuente: China Meteorological Data Service Center      |                                                       |                                                       |                                                       |                                                       |                                                       |                                                       |                                                       |                                                       |                                                       |                                                       |                                                       |                                                       |                                                       |

## Recursos
A partir de 2016, hay más de diez tipos de minerales en el condado de Puding, incluyendo carbón, hierro, plomo, zinc, mármol, yeso, sílice, dolomita, piedra caliza y arcilla. El carbón es uno de los principales minerales con una reserva estimada de 5328 millones de toneladas y se ha demostrado que es de 780 millones de toneladas. 